# چاه عمیق بزمی شماره ۲
چاه عمیق بزمی شماره ۲ یک منطقهٔ مسکونی در ایران است که در دهستان مه‌ولات جنوبی واقع شده‌است. چاه عمیق بزمی شماره ۲ ۱۶ نفر جمعیت دارد.